# Az Osztrák–Magyar Monarchia zászlói

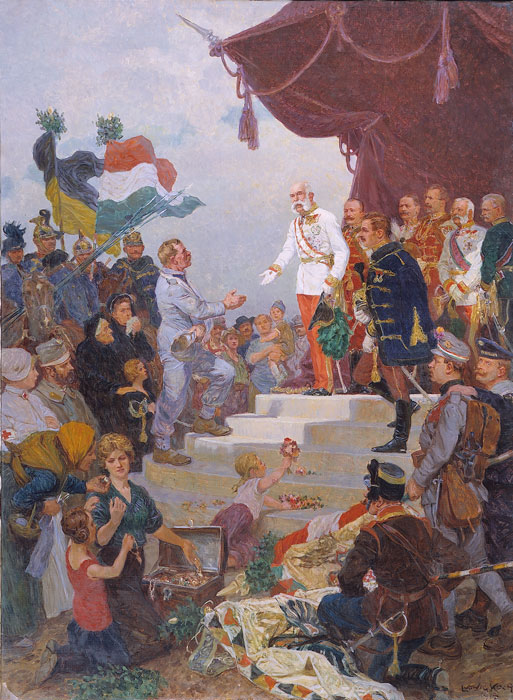
Ludwig Koch Kaisers Dank 1915-ből. Különféle osztrák-magyar zászlók láthatóak.

Az Osztrák–Magyar Monarchiának nem volt közös zászlaja (nem létezhetett nemzeti zászló, mivel a Kettős Monarchia két szuverén államból állt). Az uralkodó Habsburg-dinasztia fekete-arany zászlaját azonban néha de facto nemzeti lobogóként használták, és 1869-ben közös polgári zászlót vezettek be a polgári hajókra. 1918-ig a K.u.K. hadiflotta továbbra is az 1786 óta használt lobogó alatt hajózott. Az 1915-ben megalkotott új zászlókat a folyamatban lévő háború miatt nem vezették be. Az állami rendezvényeken az osztrák fekete-sárga és a magyar piros-fehér-zöld trikolórt használták.
Ausztriát a fekete-sárga zászló képviselte. Az állam  magyar felének viszont jogilag nem volt saját zászlaja. A Horvát–Magyar Kegyezés (62. és 63. cikk) szerint minden közös horvát és magyar ügyben Horvátország és Magyarország jelképét kellett használni. Például amikor Budapesten tartotta ülését a magyar-horvát közös parlament, a budapesti parlament épületére horvát és magyar zászlót is kitűztek. Bécsben a Schönbrunni kastély előtt Ciszajtánia (osztrák) fekete-sárga, míg Transzlajtánia (magyar) horvát és magyar lobogója volt. A tulajdonképpeni Magyarország a magyar címerrel díszített piros-fehér-zöld zászlót használta, amely esetenként a Magyar Szent Korona Földjeinek egészét ábrázolta. A „kettős” polgári zászlót, mint a „vállalati identitás” szimbólumát, az 1869. február 18-i rendelet értelmében konzuli zászlóként is használták. 1869. augusztus 1-jén került használatba. A képviseletek azonban Ausztria fekete-sárga zászlaját lobogtatták Magyarország piros-fehér-zöld zászlaja mellett, a nagykövetségek pedig a birodalmi szabvány mellett a két nemzeti zászlót.

## Zászlókmint "nemzeti/állami szimbólumok"

A Habsburg Monarchia (beleértve az Osztrák és az Osztrák-Magyar Birodalmat is) zászlaja, Ciszlajtániát is ábrázolta.

A Magyar Királyság zászlaja (Transzlajtániát) is ábrázolta
A Magyar Királyság zászlaja (címerváltozat angyalok nélkül)
A Magyar Királyság zászlaja (egyszerűsített változat)

A Horvát-Szlavón Királyság zászlaja
Nem hivatalos [a], de a Horvát-Szlavón Királyság közös zászlaja
A Horvát-Szlavón Királyság zászlaja (egyszerűsített változat)

Az Osztrák Főhercegség zászlaja (az osztrákok nemzeti zászlaja)
Az Osztrák Főhercegség zászlaja (leegyszerűsített változat)

## Birodalmi lobogók

Birodalmi szabvány közepes címerrel (1915-ig) [5]
Birodalmi szabvány (1915-1918)

## Zászlósok
- A Monarchia kereskedelmi lobogója 1869 és 1918 között[6]
- kereskedelmi lobogó 1786–1869;

Hadi lobogó 1786–1915 (de facto 1918-ig)[7]

A Monarchia kereskedelmi lobogója 1869 és 1918 között
kereskedelmi lobogó 1786–1869; Hadi lobogó 1786–1915 (de facto 1918-ig)
Hadilobogó 1915–1918
Magyar királyi Tengerészzászlósok lobogója (Magyarországon)

## Regionális zászlók
Emellett Ausztria-Magyarországon is sokféle zászlót használtak a helyi területeken.
| Ciszlajtánia                   | Ciszlajtánia                         | Ciszlajtánia                                                                                  | Ciszlajtánia | Ciszlajtánia | Ciszlajtánia |
| Elhelyezkedés                  | Régió neve                           | Zászló                                                                                        |              |              |              |
| ------------------------------ | ------------------------------------ | --------------------------------------------------------------------------------------------- | ------------ | ------------ | ------------ |
|                                | Osztrák Főhercegség (Alsó-Ausztria)  |                                                                                               |              |              |              |
|                                | Osztrák Főhercegség (Felső-Ausztria) |                                                                                               |              |              |              |
|                                | Cseh Királyság                       |                                                                                               |              |              |              |
|                                | Dalmát Királyság                     |                                                                                               |              |              |              |
|                                | Galíciai és Lodomeria Királyság      | (1849-1890) (1890-1918)                                                                       |              |              |              |
|                                | Tirol Megye                          |                                                                                               |              |              |              |
|                                | Bukovinai Hercegség                  |                                                                                               |              |              |              |
|                                | Felső- és Alsó-Szilézia Hercegség    |                                                                                               |              |              |              |
|                                | Karintiai Hercegség                  |                                                                                               |              |              |              |
|                                | Krajnai hercegség                    |                                                                                               |              |              |              |
|                                | Salzburgi Hercegség                  |                                                                                               |              |              |              |
|                                | Stájer Hercegség                     |                                                                                               |              |              |              |
|                                | Morvai Őrgrófság                     |                                                                                               |              |              |              |
|                                | Osztrák Tengermellék                 | (Osztrák Tengermellék) Trieszt császári szabadváros Gorizia és Gradisca hercegi megye Isztria |              |              |              |
|                                | Vorarlberg                           |                                                                                               |              |              |              |
| Transzlajtánia                 |                                      |                                                                                               |              |              |              |
| Elhelyezkedés                  | Régió neve                           | Zászló                                                                                        |              |              |              |
|                                | Magyar Királyság                     |                                                                                               |              |              |              |
|                                | Erdélyi Fejedelemség                 |                                                                                               |              |              |              |
|                                | Szerb vajdaság és a Temesi Bánság    |                                                                                               |              |              |              |
|                                | Horvát-Szlavón Királyság             |                                                                                               |              |              |              |
|                                | Horvát Királyság                     |                                                                                               |              |              |              |
|                                | Szlavóniai Királyság                 |                                                                                               |              |              |              |
|                                | Fiume városa és kerülete             |                                                                                               |              |              |              |
| Osztrák-Magyar közös kondínium |                                      |                                                                                               |              |              |              |
| Elhelyezkedés                  | Régió neve                           | Zászló                                                                                        |              |              |              |
|                                | Bosznia-Hercegovinai Kondínium       |                                                                                               |              |              |              |

## Példák a zászlóhasználatra a korszakban

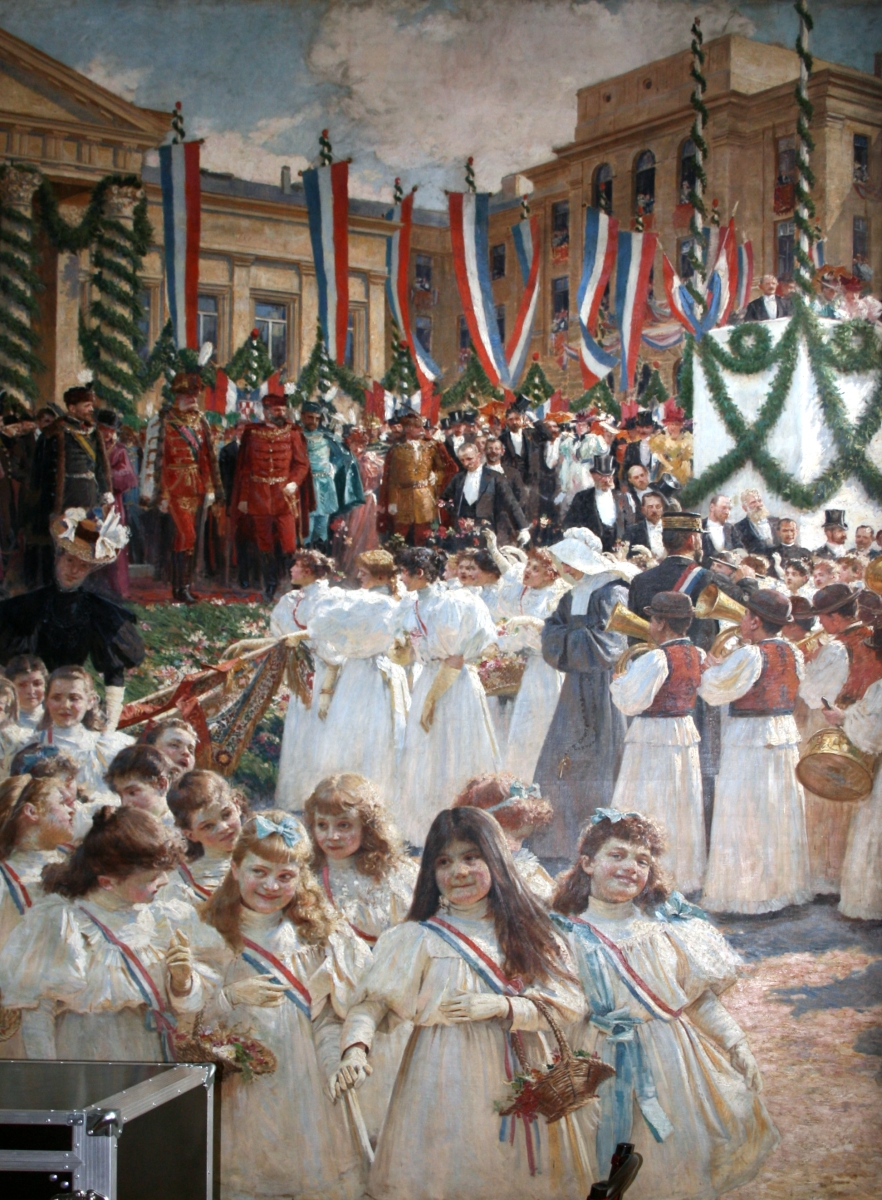
I. Ferenc József császár látogatása Zágrábban, piros-fehér-kék (horvát) zászlók, 1895
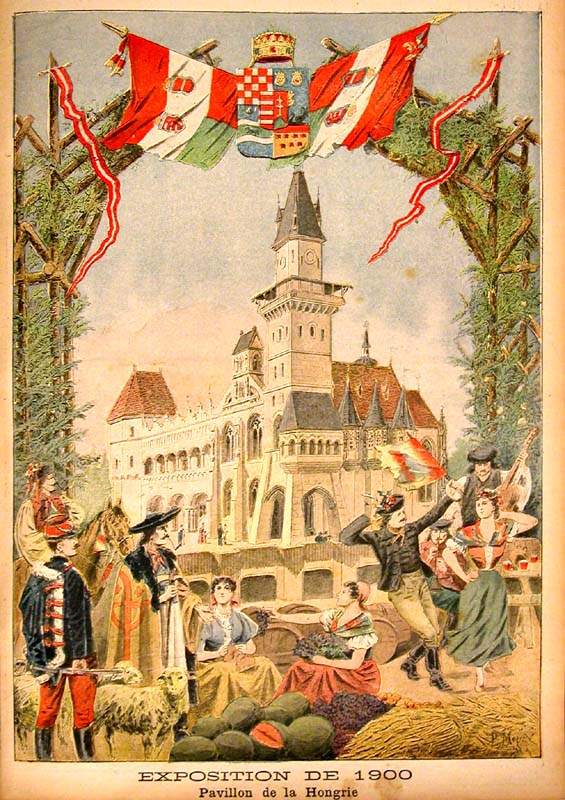
Polgári zászlós és osztrák zászlók a magyar pavilont reklámozó francia illusztráción az Exposition Universelle Párizsban, 1900
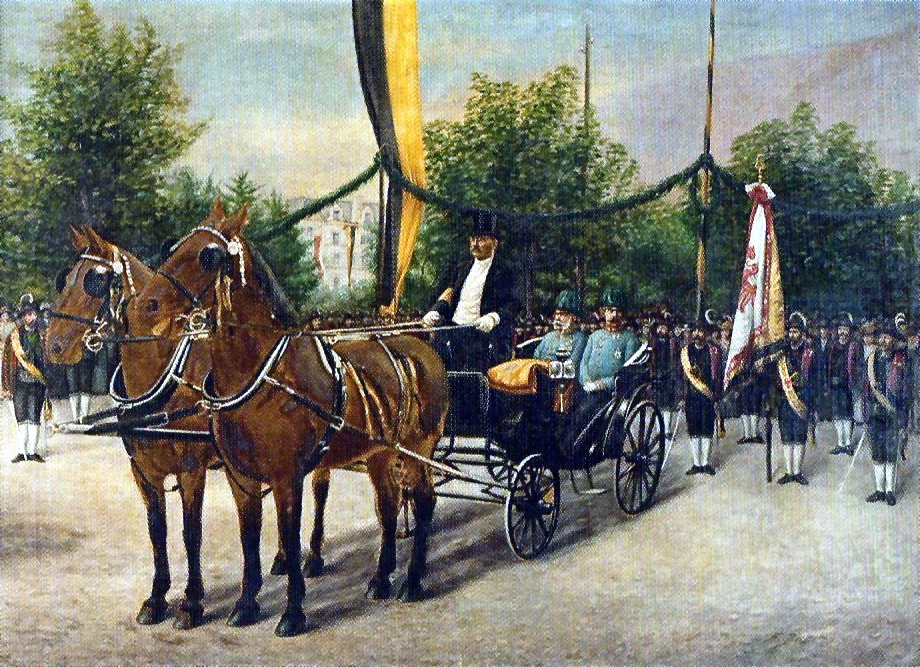
I. Ferenc József császár Meranóban (fekete-sárga zászló), 1900
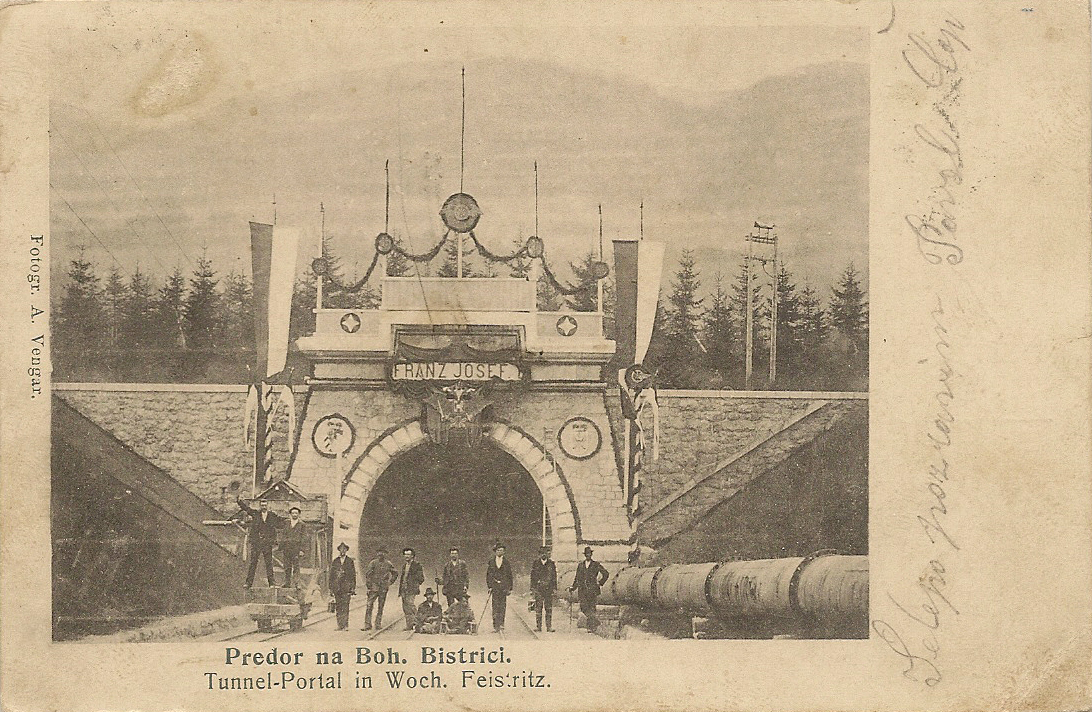
Bohinj alagút megnyitó ünnepsége (kétszínű zászlók), 1906
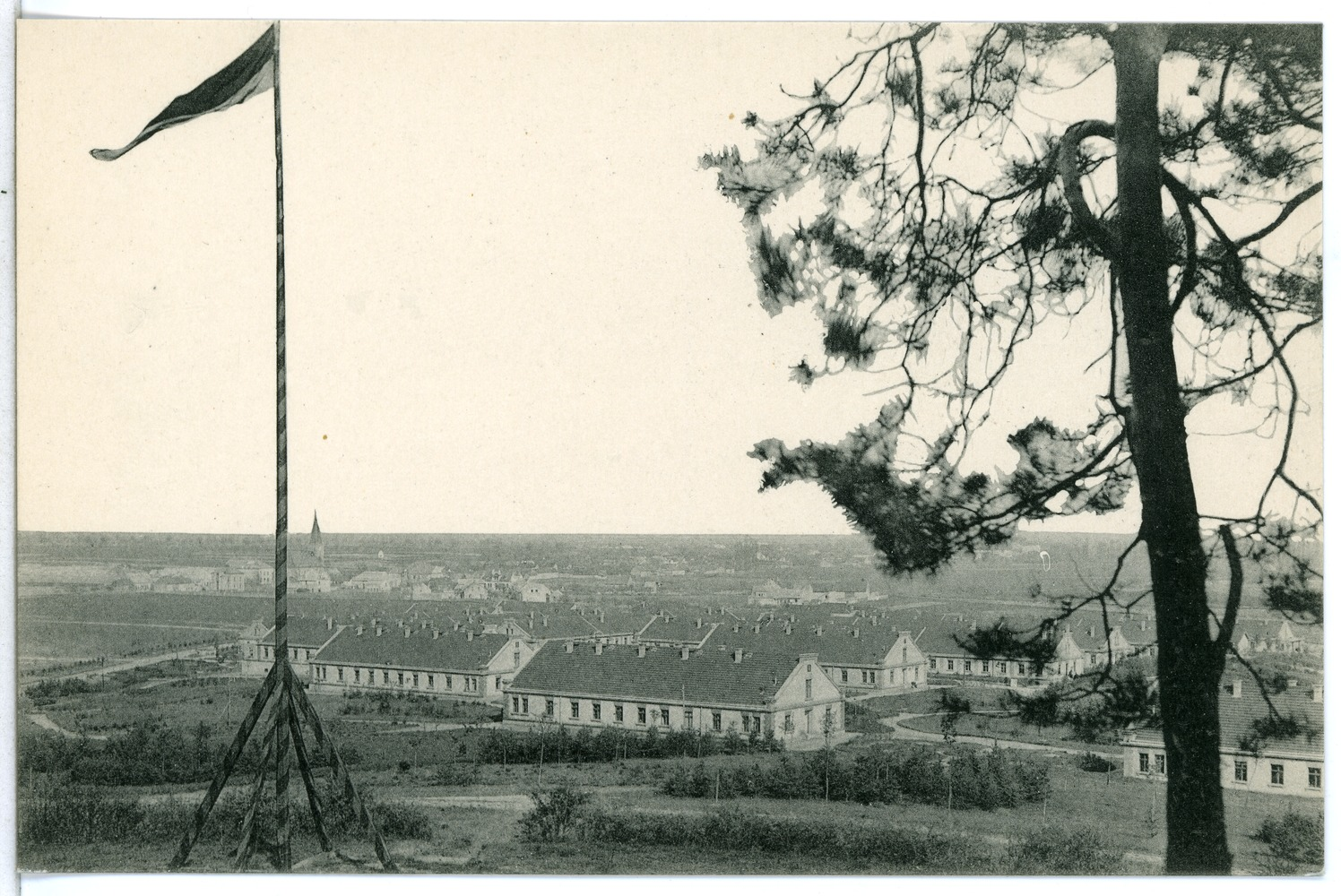
Az Osztrák-Magyar Honadsereg katonai bázisa (kétszínű zászló), 1910
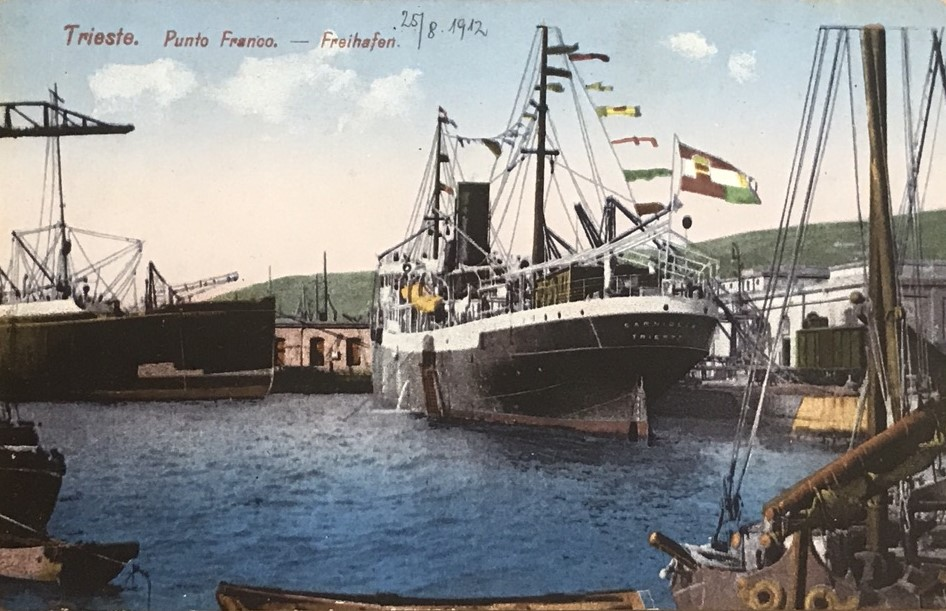
SS Carniola - Osztrák-Magyar polgári gőzhajó polgári zászlóssal, 1912
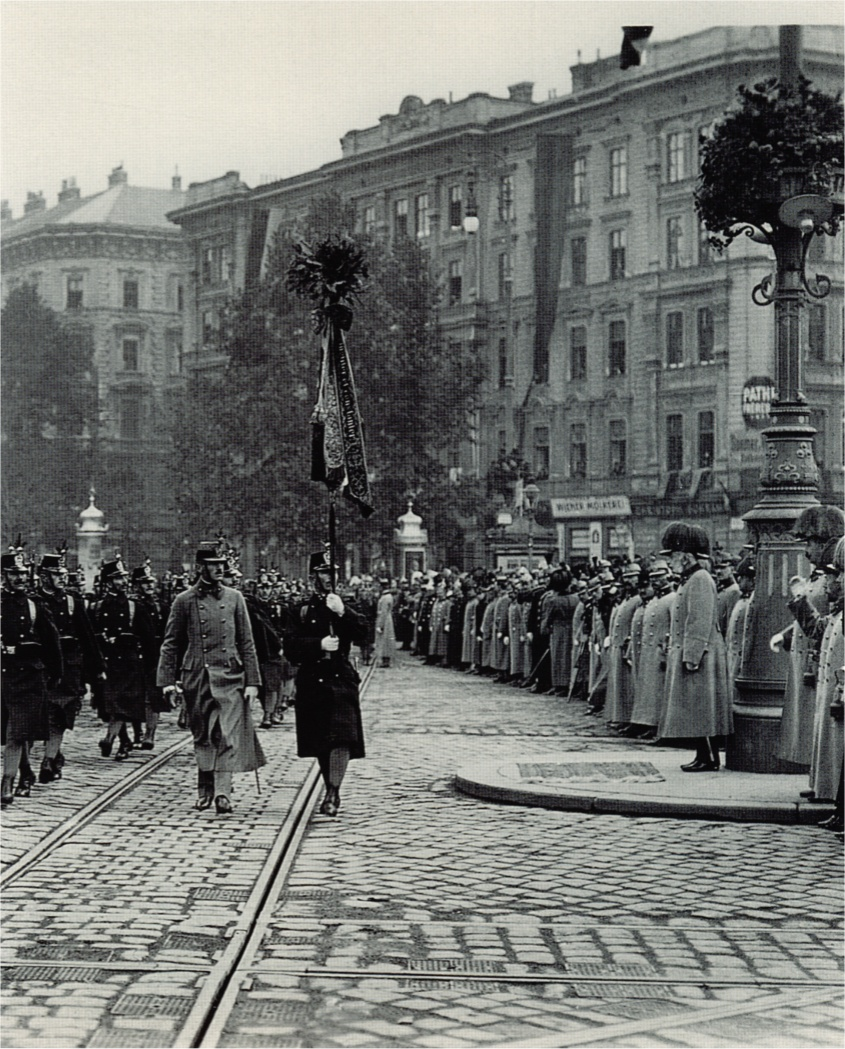
Katonai felvonulás Bécsben (kétszínű zászlók), 1913
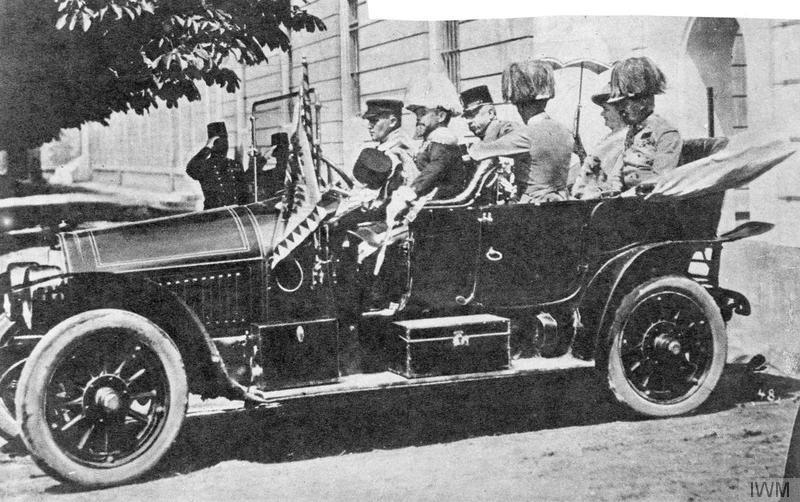
Birodalmi standard Ferenc Ferdinánd főherceg autóján, 1914
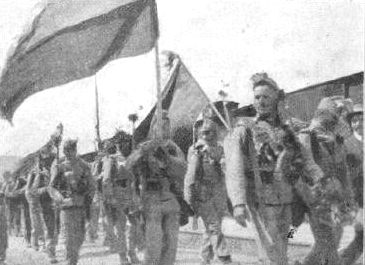
Az Infanterieregiment katonái a kétszínű zászlóval, 1914
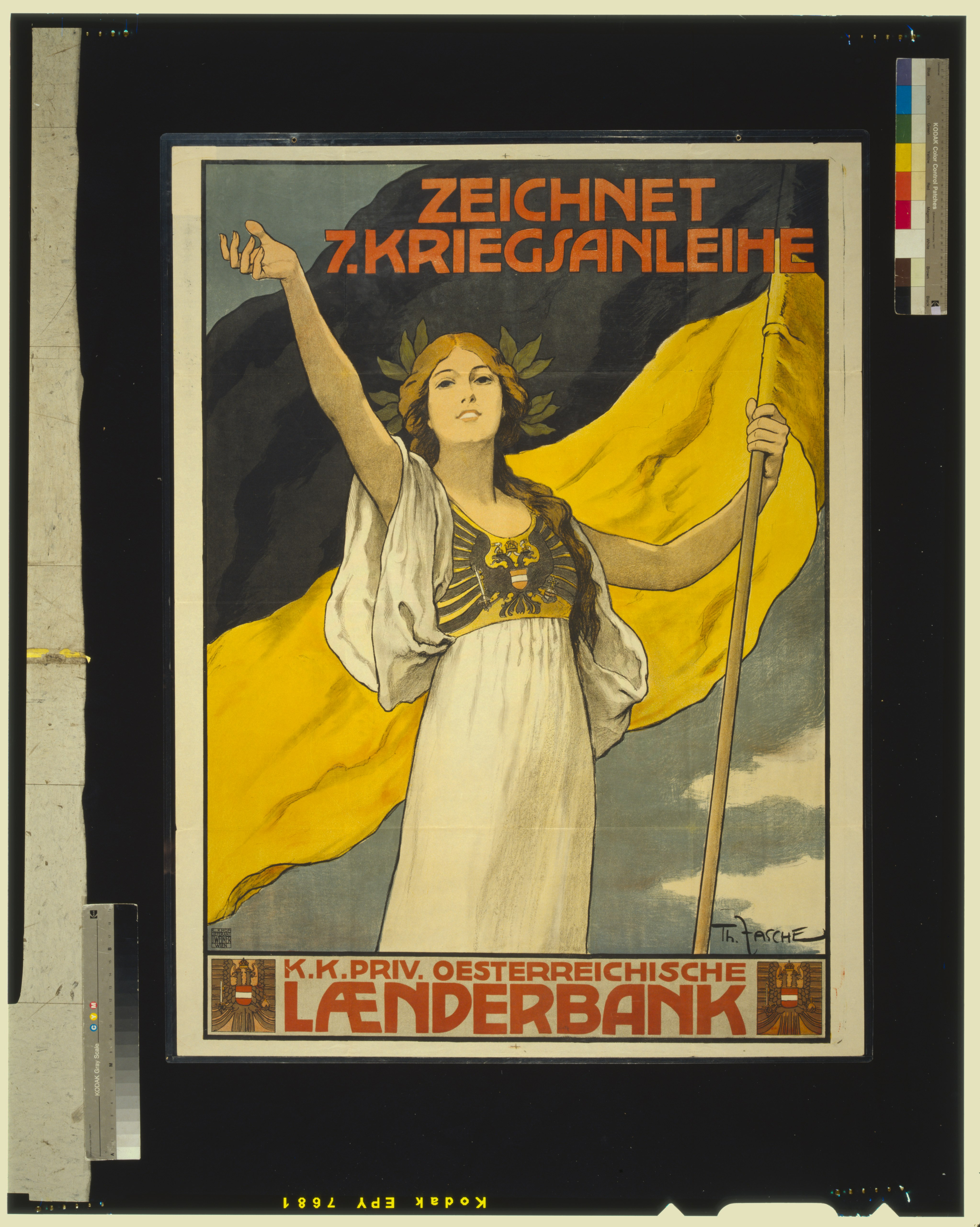
Háborús kötvényvásárlásra buzdító osztrák-magyar propagandaplakát
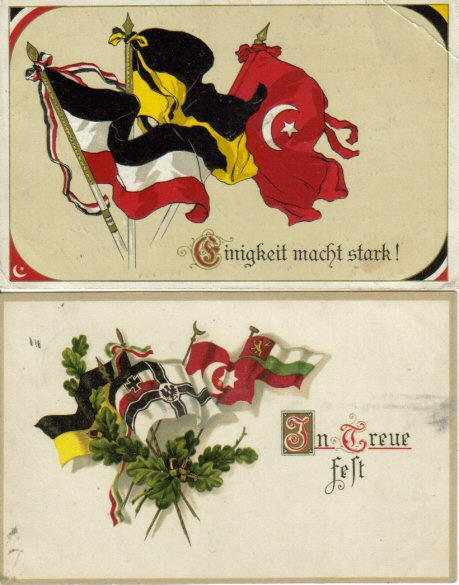
világháborús propagandaképeslapok, amelyek a központi hatalmak zászlóit ábrázolják. Az osztrák-magyar zászló fekete-sárga színben látható
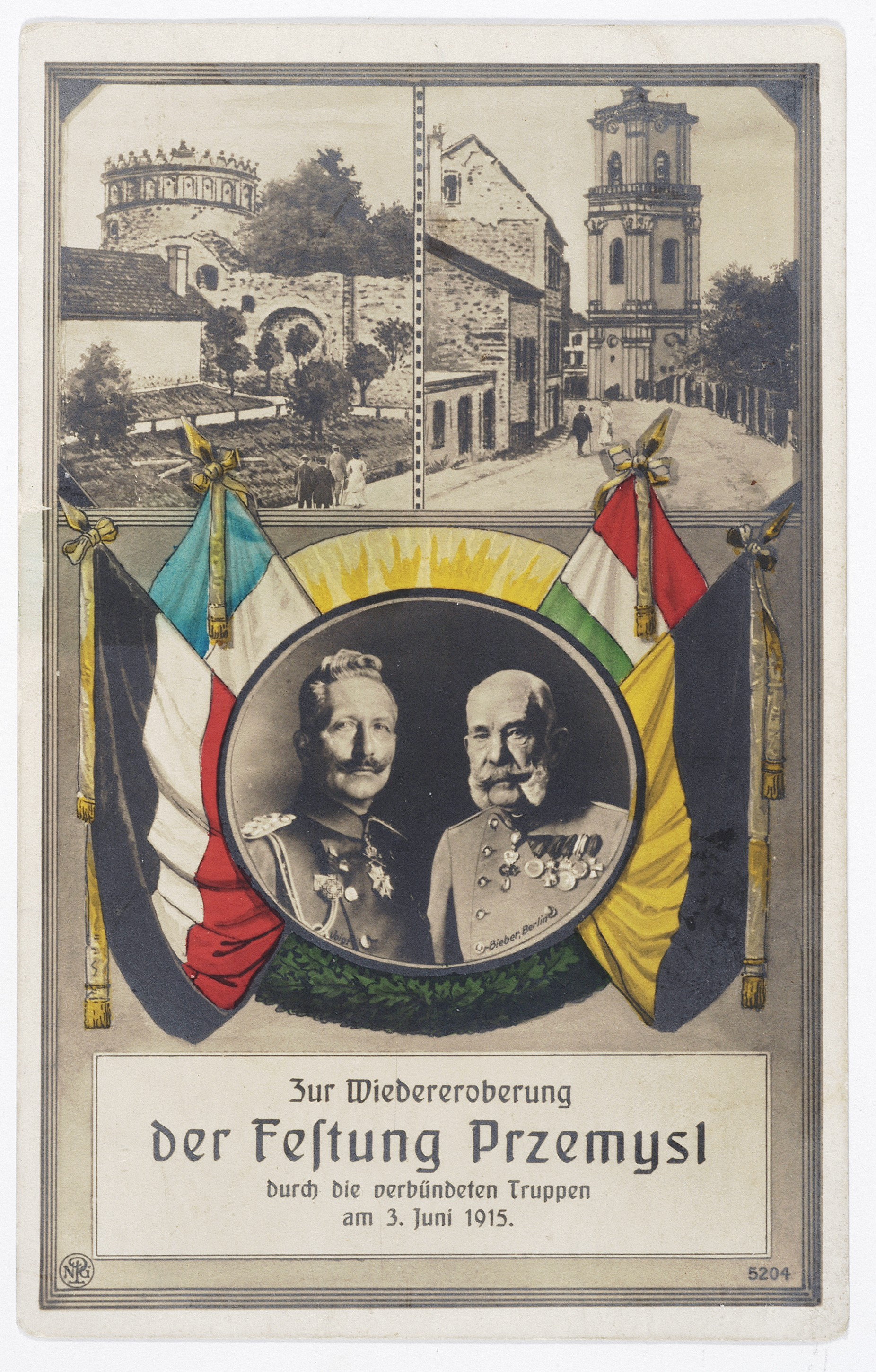
Propaganda képeslap, amely a Przemyśl erőd felszabadításának emlékét állítja. Ausztria-Magyarország fekete-sárga és piros-fehér-zöld zászlókkal képviselve, 1915
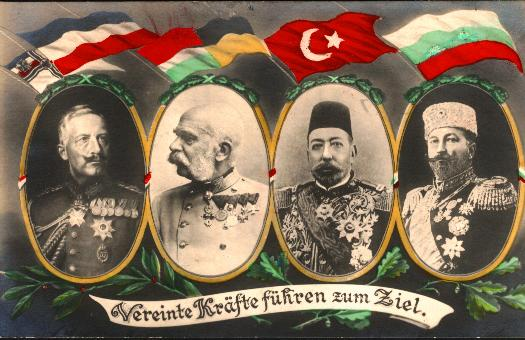
központi hatalmak általi propaganda, Ausztria-Magyarországot a Habsburg és a magyar zászlók képviselik.
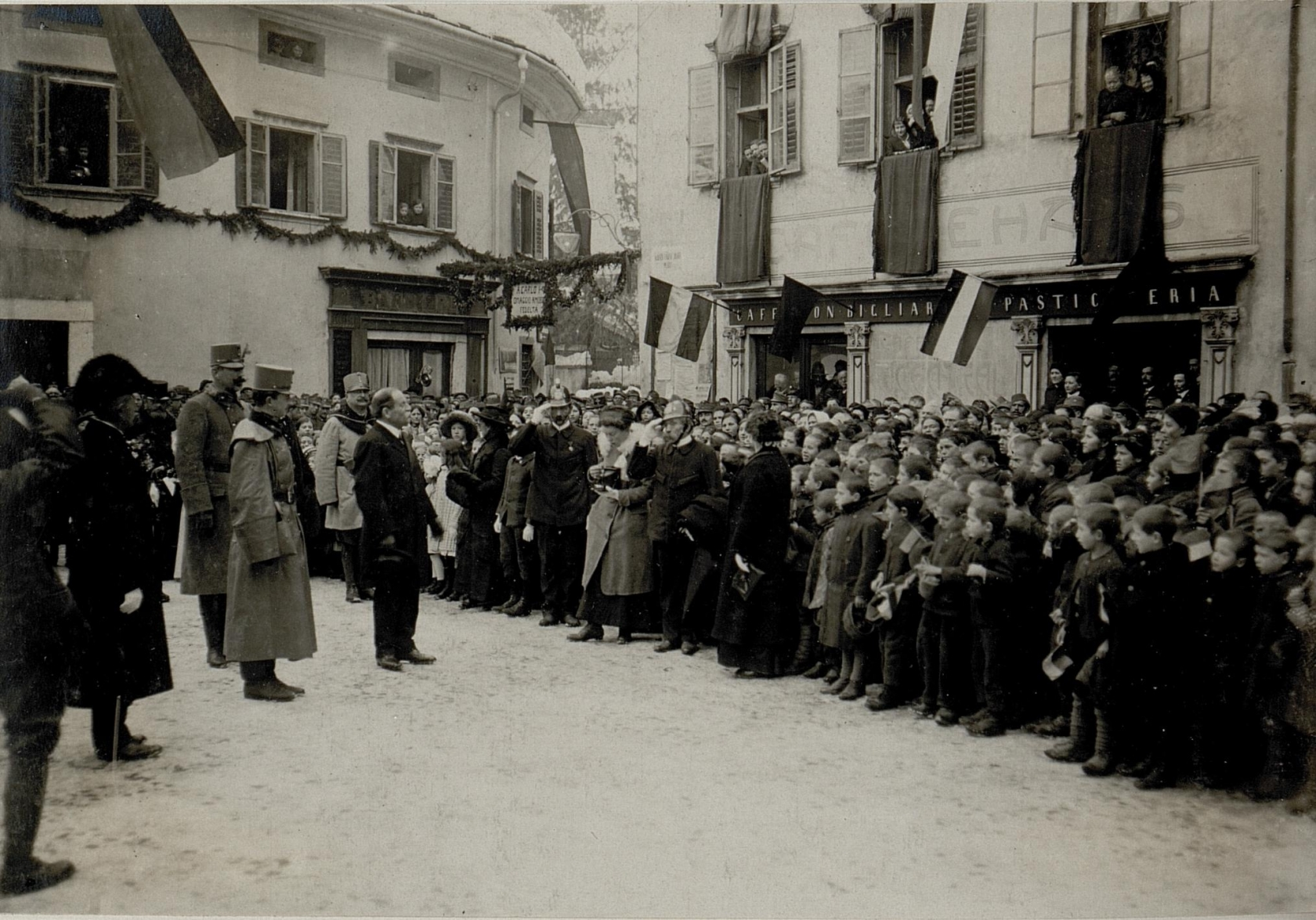
IV. Károly császár látogatása Pergine-ben (két- és háromszínű zászló), 1917
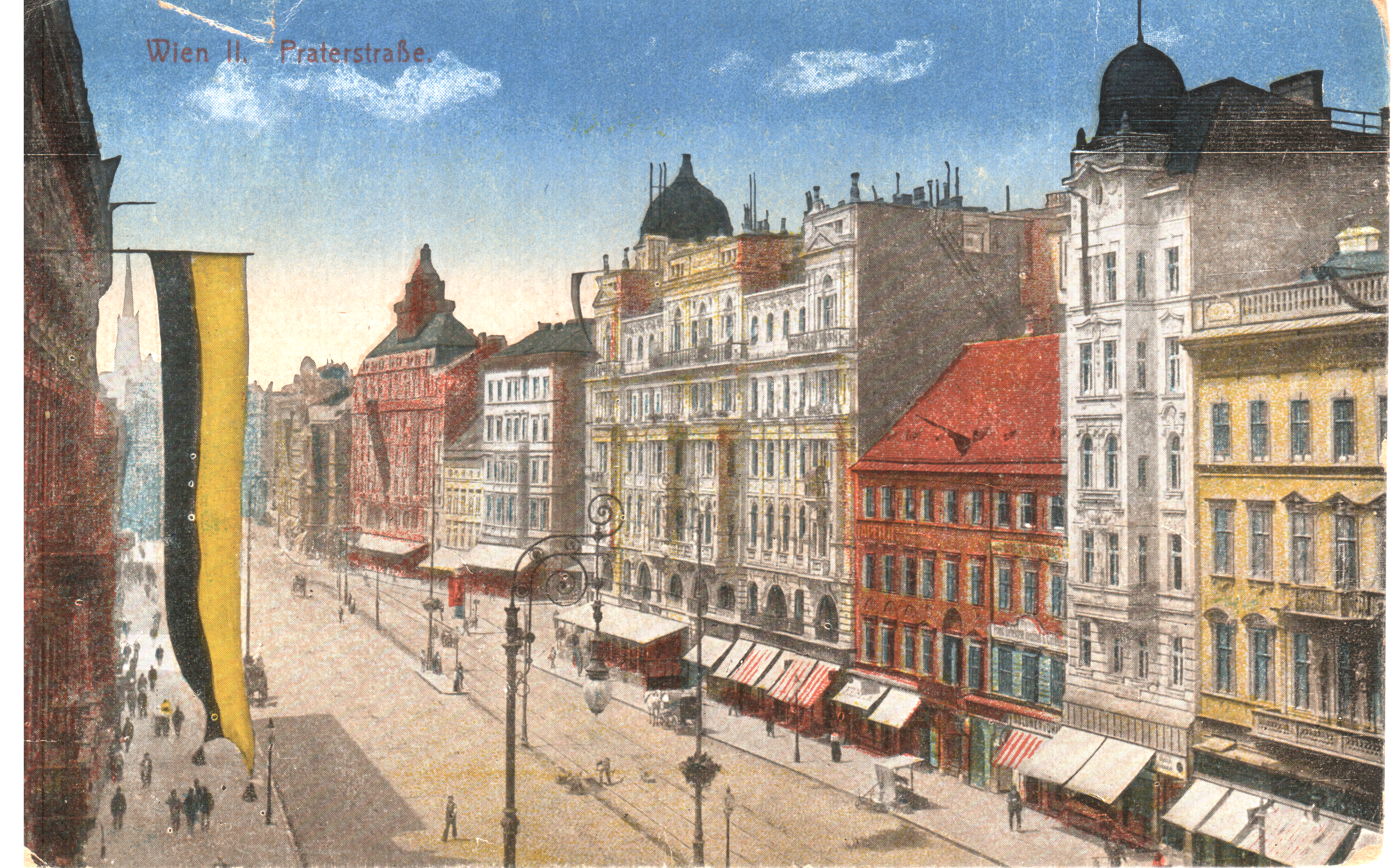
Bécsi Praterstrasse, 1917
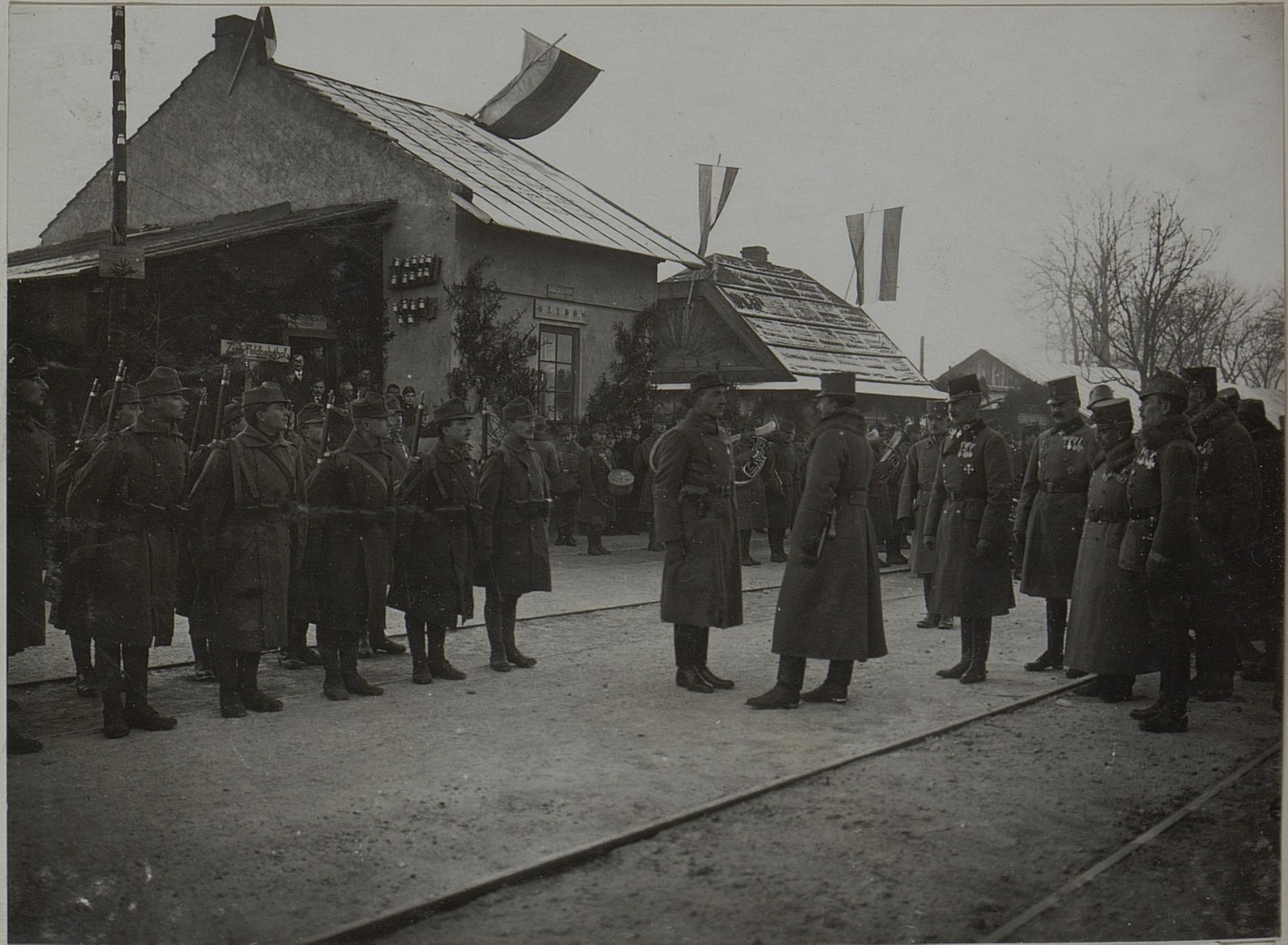
IV. Károly császár katonalátogatást végez Ozhydivben (két- és háromszínű zászló), 1917
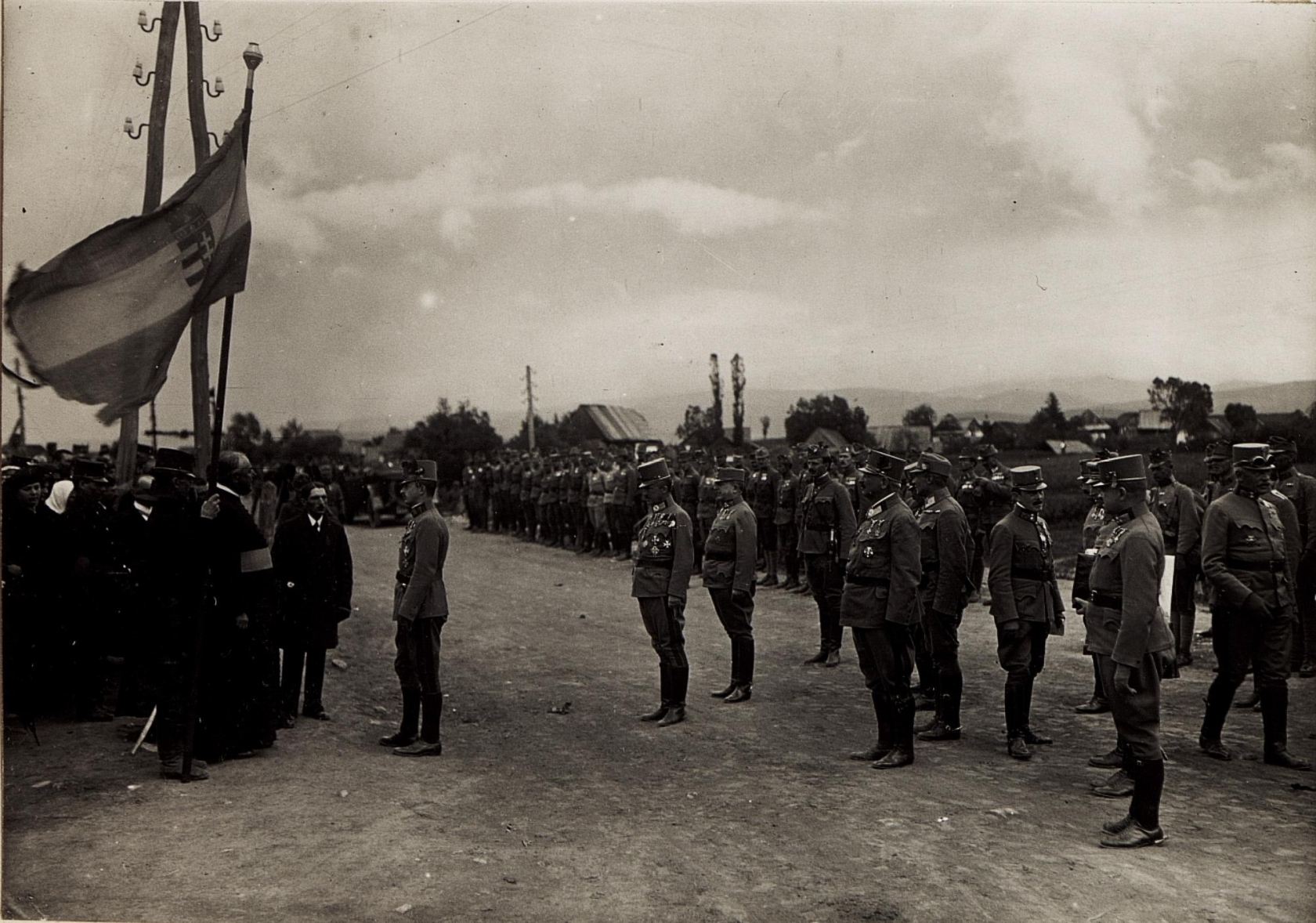
IV. Károly császár a magyar zászló előtt, 1917
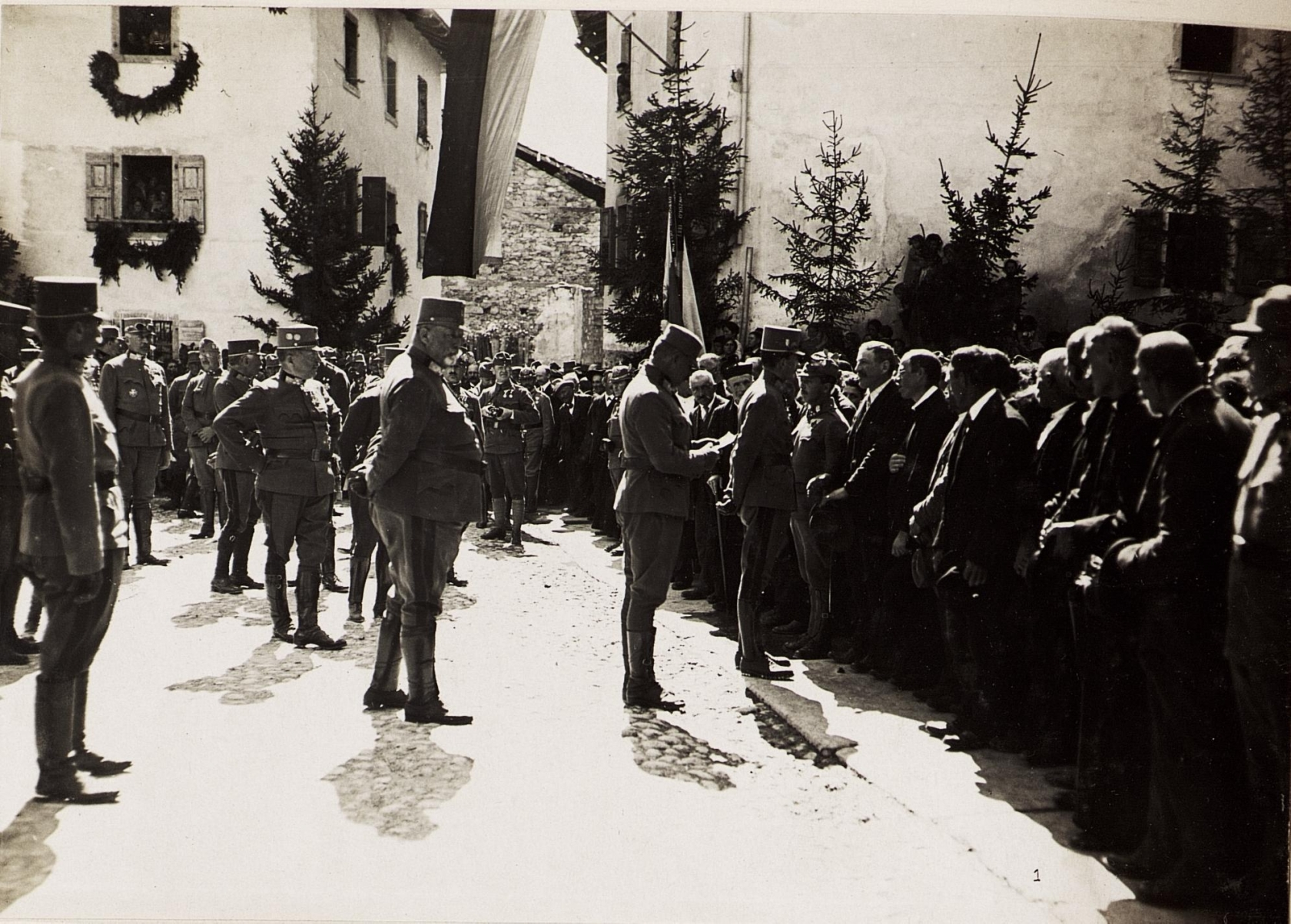
IV. Károly császár látogatása az egyik dél-tiroli faluban (kétszínű zászló), 1917
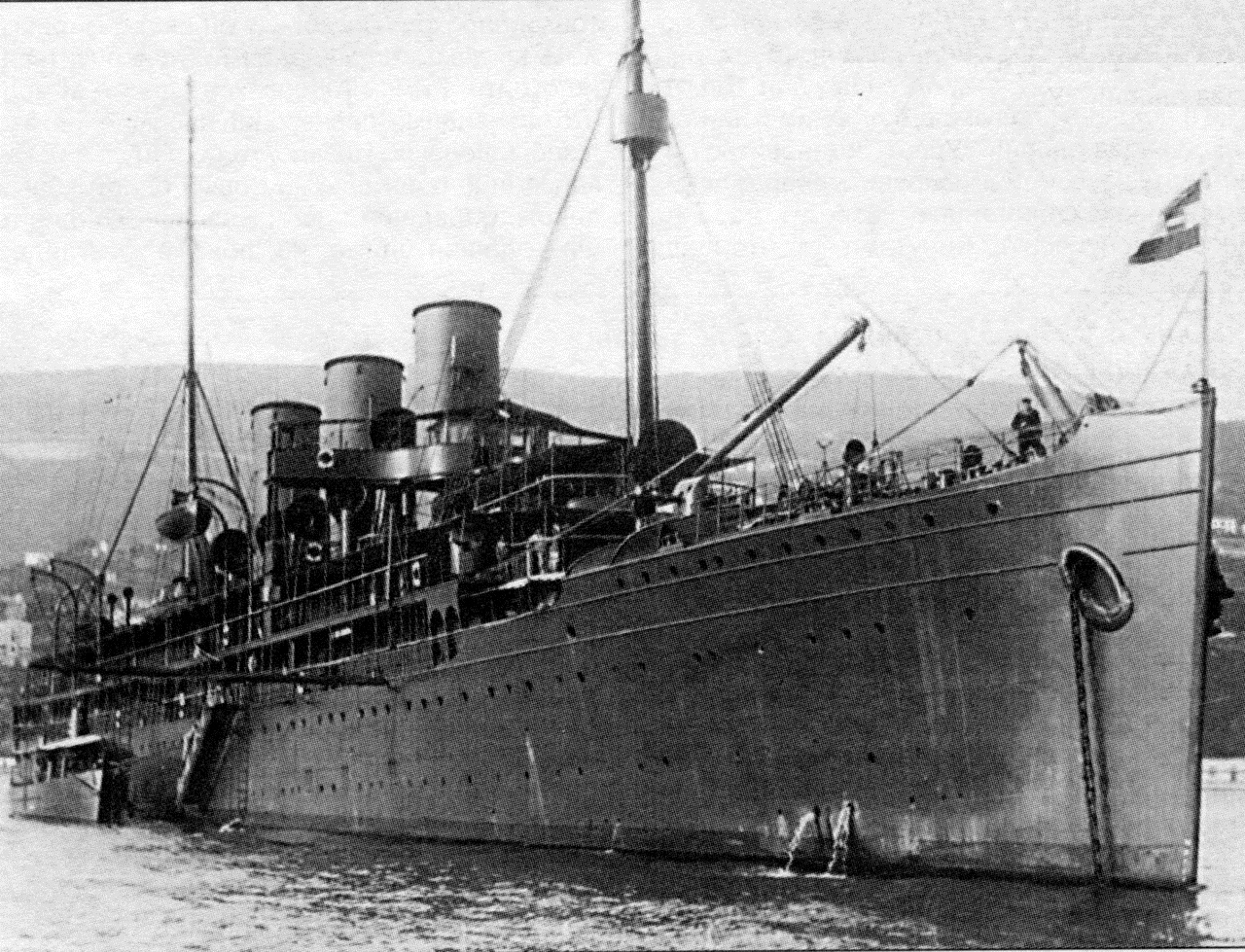
SMS Gäa - Osztrák-Magyar torpedóhordozó haditengerészeti zászlós, I. világháborús időszak